# Estación Buitrera (MIO)
Buitrera es una de las estaciones del Sistema Integrado de Transporte MIO de la ciudad de Cali, inaugurado en el año 2008.

## Ubicación
Se encuentra ubicada en el extremo sur de la ciudad, sobre la carrera 100 a la altura de la calle 11, en las inmediaciones de los centros comerciales Unicentro y Holguines Trade Center, y al Club Campestre de Cali.

## Toponimia
El nombre de la estación proviene del corregimiento de La Buitrera. La vía principal de acceso a dicho corregimiento (calle 11) se encuentra en cercanías a la estación.

## Características
La estación tiene una sola vía de acceso peatonal sobre la carrera 100, semaforizada en ambos sentidos. Desde el centro comercial Unicentro, se puede ingresar atravesando un corredor en donde se ubican artesanos y vendedores ambulantes. La estación cuenta con dos vagones. 
Su pictograma es una nariguera de la cultura Tairona. 

## Servicios de la estación

### Rutas expresas y troncales
| Ruta | Estación Origen                        | Estación Destino            | Sentido (N/S) |
| ---- | -------------------------------------- | --------------------------- | ------------- |
| E21  | Terminal Menga Av 3N Cl 70N            | Universidades Cra 100 Cl 16 | Ambos         |
| T31  | Terminal Paso del Comercio Cra 1 Cl 71 | Universidades Cra 100 Cl 16 | Ambos         |
| T51  | Terminal Aguablanca Cra 28D Cl 96      | Universidades Cra 100 Cl 16 | Ambos         |

### Rutas pretroncales
| Ruta | Origen                      | Trayecto                                             | Destino                           |
| ---- | --------------------------- | ---------------------------------------------------- | --------------------------------- |
| P21C | Terminal Menga Av 3N Cl 70N | Cl 70 - Autopista Suroriental - Cl 5                 | Fin del recorrido                 |
| P21E | Terminal Menga Av 3N Cl 70N | Av 6N - Av. Las Américas - Centro - Av. Pasoancho    | Universidades Cra 100 Cl 16       |
| P51C | Inicio del recorrido        | Cl 5 - Cra 56 - Cl 25 - Cra 46 - Cl 48 - Nuevo Latir | Terminal Aguablanca Cra 28D Cl 96 |

### Rutas por integración virtual
Estas rutas tienen paradas adyacentes a esta estación, por lo tanto al salir de la estación y después usar una de estas rutas haciendo uso de la tarjeta MIO, el usuario no debe pagar otro pasaje.
| Ruta | Origen               | Trayecto                                       | Destino     |
| ---- | -------------------- | ---------------------------------------------- | ----------- |
| A19B | Inicio del recorrido | Cl 13 - Cra 102 - Club Campestre - Kilómetro 7 | La Buitrera |

## Sitios de interés
- Universidad del Valle Campus Meléndez
- Centro Comercial Unicentro
- Centro Comercial Holguines Trade Center
- Club Campestre de Cali
- Hotel NH Royal Cali
- Barrio Campestre
- Barrio Ciudad Jardín
- Barrio Multicentro